# أندرو أوغسطين كافري
أندرو أوغسطين كافري (بالإنجليزية: Andrew Augustine Caffrey)‏ (و. 1920 – 1993 م)هو محامي، وقاضي من الولايات المتحدة الأمريكية . ولد في لورانس .
توفي في ويست بالم بيتش .

## التعليم
تعلم في كلية هارفارد للحقوق.